# Ossilo (figlio di Oreio)
Nella mitologia greca, Ossilo (greco antico:  Ὄξυλος Òxylos) era una divinità rustica delle foreste e delle montagne.
È indicato come figlio di Oreio, che in greco significa "montagna". Sposò la propria sorella Amadriade, e dalla loro unione nacquero otto figlie, ognuna delle quali aveva il nome che ricordava un dato albero, le Amadriadi.
Antonino Liberale ambienta la storia sul Monte Eta, nella Grecia centrale, e aggiunge il figlio Andremone, che secondo il mito sposò Driope, la figlia del re dei Driopi, e divenne re di tale popolo. Andremone adottò inoltre Anfisso, figlio di Driope e del dio Apollo.